# Hasbro
Hasbro är ett amerikanskt leksaks- och spelföretag som har köpt upp Avalon Hill och Microprose. 2001 såldes datorspelsdivisionen Hasbro Interactive ut till Infogrames.
Milton Bradley Company (MB) ingår sedan 1984 i Hasbro.
Företaget grundades av bröderna Henry, Hillel och Herman Hassenfeld, som var judiska emigranter från Polen. Företagsnamnet är en sammanslagning av en förkortning av efternamnet och "Brothers".

## Leksaker
Hasbro räknas som världens näst största leksakstillverkare efter Mattel (Barbie m.m.).
Kända leksaksvarumärken från Hasbro inkluderar:
- Transformers
- My Little Pony
- GI Joe
- Jem and the Holograms

## Brädspel
Brädspel/sällskapsspel från Hasbrokoncernen inkluderar:
- Monopol (Parker)
- Trivial Pursuit (Parker)
- Risk (Parker)
- Diplomacy (Avalon Hill)
- Faster Agathas Testamente (MB)